# Cyphonocerus watarii
Cyphonocerus watarii is een keversoort uit de familie glimwormen (Lampyridae). De wetenschappelijke naam van de soort is voor het eerst geldig gepubliceerd in 1991 door Satô.